# Замок Чарлемонт Форт
Замок Чарлемонт Форт (англ. Charlemont Fort) — один із замків Ірландії, стояв колись біля селища Чарлемонт (Шарлемон), графство Арма, Північна Ірландія.

## Історія замку Чарлемонт Форт
Замок Чарлемонт Форт був побудований в 1602 році лордом Маутджой. Назва замку походить від імені Чарльза Блаунта. Замок стояв колись в графстві Арма на березі річки Блеквотер (Чорної Річки). Замок був побудований англійським урядом для захисту завойованих земель в Ірландії від ірландських кланів, що намагалися повернути собі свої землі. Замок мав гарнізон 150 багнетів, командував гарнізоном після побудови замку сер Тобі Колфілд. Його нащадки взяли собі прізвище Чарлемонт.
У 1641 році спалахнуло повстання за незалежність Ірландії. Замок Чарлемонт займав стратегічне положення. Замок був оточений і взятий штурмом ірландськими повстанцями на чолі з борцем з свободу Ірландії Фелімом О'Нілом. Армія Ірландської конфедерації утримувала замок протягом 10 років. Потім замок був захоплений англійською армією на чолі з Чарльзом Кутом. Замок був посилений, гарнізон був збільшений. Але війна тривала і багато солдат гарнізону загинуло. 14 лютого 1858 року замок був закинутий. У 1920 році спалахнуло повстання за незалежність Ірландії. 30 липня 1920 року в замку відбувся бій між ІРА та юніоністами. Під час бою в замку сталася пожежа і замок повністю згорів. Руїни замку були продані в 1921 році на будівельні матеріали. На сьогодні лишилася одна єдина будівля від колись великого і міцного замку.

## Каштеляни замку Чарлемонт Форт
- Джон Джонстон
- 1778 рік — Гай Карлтон — І барон Дорчестер
- 1808 рік — Чапл Нортон
- 1818 рік — Албемарл Берті — ІХ граф Ліндсей
- 1818 рік — сер Джон Дойл — І баронет Дойл

Посада каштеляна була скасована в зв'язку зі смертю останнього власника замку 1834 році.